# 瓦内莎·泰勒
瓦内莎·泰勒（英語：Vanessa Taylor）是一位美国电视制片人、编剧。

## 职业生涯
电视剧作品有《权力的游戏》、《Gideon's Crossing》、《特務A》（主编剧J·J·艾布斯）、《雪山镇》（主编剧葛瑞格·貝蘭提）、《Tell Me You Love Me》、《Cupid》、《Jack & Bobby》。
泰勒创作了2012年的电影《希望温泉》，由大衛·法蘭科执导，梅麗·史翠普、湯米·李·瓊斯和史提夫·卡爾主演，被誉为“婚姻治疗师尝试帮助有31年婚姻的夫妇重燃一个没有爱的关系”。
为电影《分歧者·異類叛逃》的编剧之一。参与《乡下人的悲歌》剧本改编。

## 提名/获奖
She was nominated for a Primetime Emmy (Outstanding Drama Series) in 2012, and a WGA Award—TV (Drama Series) in 2013, both for Game of Thrones.She was also nominated for a WIN Outstanding Writer Award (Outstanding Film or Show Written by a Woman) in 2012 for Hope Springs.